# Hráčské statistiky Ivana Lendla
Toto jsou hráčské statistiky československého a později amerického profesionálního tenisty Ivana Lendla.

## Finálová utkání na Grand Slamu ve dvouhře: 19 (8 vítězství, 11 proher)
| Stav      | Rok  | Turnaj              | Povrch | Finalista       | Výsledek                 |
| Finalista | 1981 | French Open         | antuka | Björn Borg      | 6–1, 4–6, 6–2, 3–6, 6–1  |
| Finalista | 1982 | US Open             | tvrdý  | Jimmy Connors   | 6–3, 6–2, 4–6, 6–4       |
| Finalista | 1983 | US Open             | tvrdý  | Jimmy Connors   | 6–3, 6–7(2), 7–5, 6–0    |
| Finalista | 1983 | Australian Open     | tráva  | Mats Wilander   | 6–1, 6–4, 6–4            |
| Vítěz     | 1984 | French Open         | antuka | John McEnroe    | 3–6, 2–6, 6–4, 7–5, 7–5  |
| Finalista | 1984 | US Open             | tvrdý  | John McEnroe    | 6–3, 6–4, 6–1            |
| Finalista | 1985 | French Open         | antuka | Mats Wilander   | 3–6, 6–4, 6–2, 6–2       |
| Vítěz     | 1985 | US Open             | tvrdý  | John McEnroe    | 7–6(1), 6–3, 6–4         |
| Vítěz     | 1986 | French Open (2)     | antuka | Mikael Pernfors | 6–3, 6–2, 6–4            |
| Finalista | 1986 | Wimbledon           | tráva  | Boris Becker    | 6–4, 6–3, 7–5            |
| Vítěz     | 1986 | US Open (2)         | tvrdý  | Miloslav Mečíř  | 6–4, 6–2, 6–0            |
| Vítěz     | 1987 | French Open (3)     | antuka | Mats Wilander   | 7–5, 6–2, 3–6, 7–6(3)    |
| Finalista | 1987 | Wimbledon           | tráva  | Pat Cash        | 7–6(5), 6–2, 7–5         |
| Vítěz     | 1987 | US Open (3)         | tvrdý  | Mats Wilander   | 6–7(7), 6–0, 7–6(4), 6–4 |
| Finalista | 1988 | US Open             | tvrdý  | Mats Wilander   | 6–4, 4–6, 6–3, 5–7, 6–4  |
| Vítěz     | 1989 | Australian Open     | tvrdý  | Miloslav Mečíř  | 6–2, 6–2, 6–2            |
| Finalista | 1989 | US Open             | tvrdý  | Boris Becker    | 7–6(2), 1–6, 6–3, 7–6(4) |
| Vítěz     | 1990 | Australian Open (2) | tvrdý  | Stefan Edberg   | 4–6, 7–6(3), 5–2 retired |
| Finalista | 1991 | Australian Open     | tvrdý  | Boris Becker    | 1–6, 6–4, 6–4, 6–4       |

## Výsledky ve dvouhře - časový přehled
| Název                                                              | 1978  | 1979  | 1980   | 1981  | 1982  | 1983  | 1984  | 1985  | 1986  | 1987  | 1988  | 1989  | 1990  | 1991  | 1992  | 1993  | 1994  | SR kariéry | Prohry-Výhry | Celkem   |
| ------------------------------------------------------------------ | ----- | ----- | ------ | ----- | ----- | ----- | ----- | ----- | ----- | ----- | ----- | ----- | ----- | ----- | ----- | ----- | ----- | ---------- | ------------ | -------- |
| Grand Slamy                                                        |       |       |        |       |       |       |       |       |       |       |       |       |       |       |       |       |       |            |              |          |
| Australian Open                                                    | A     | A     | 2k     | A     | A     | F     | 4k    | SF    | NH    | SF    | SF    | W     | W     | F     | QF    | 1k    | 4k    | 2 / 12     | 48-10        |          |
| French Open                                                        | 1k    | 4k    | 3k     | F     | 4k    | QF    | W     | F     | W     | W     | QF    | 4k    | A     | A     | 2k    | 1k    | 1k    | 3 / 15     | 53-12        |          |
| Wimbledon                                                          | A     | 1k    | 3k     | 1k    | A     | SF    | SF    | 4k    | F     | F     | SF    | SF    | SF    | 3k    | 4k    | 2k    | A     | 0 / 14     | 48-14        |          |
| US Open                                                            | A     | 2k    | QF     | 4k    | F     | F     | F     | W     | W     | W     | F     | F     | QF    | SF    | QF    | 1k    | 2k    | 3 / 16     | 73-13        |          |
| Grand Slam SR                                                      | 0 / 1 | 0 / 3 | 0 / 4  | 0 / 3 | 0 / 2 | 0 / 4 | 1 / 4 | 1 / 4 | 2 / 3 | 2 / 4 | 0 / 4 | 1 / 4 | 1 / 3 | 0 / 3 | 0 / 4 | 0 / 4 | 0 / 3 | 8 / 57     | N/A          |          |
| Grand Slam Výhry-Prohry                                            | 0-1   | 4-3   | 9-4    | 9-3   | 9-2   | 20-4  | 20-3  | 20-3  | 20-1  | 24-2  | 20-4  | 21-3  | 16-2  | 13-3  | 12-4  | 1-4   | 4-3   | N/A        | 222-49       |          |
| Turnaj mistrů / Závěrečné mistrovství světa ATP / Mistrovský pohár |       |       |        |       |       |       |       |       |       |       |       |       |       |       |       |       |       |            |              |          |
| Turnaj mistrů                                                      | A     | A     | F      | W     | W     | F     | F     | W     | W     | W     | F     | SF    | SF    | SF    | A     | A     | A     | 5 / 12     | 40-10        |          |
| ATP turnaje – statistika                                           |       |       |        |       |       |       |       |       |       |       |       |       |       |       |       |       |       |            |              |          |
| počet ATP turnajů                                                  | 7     | 17    | 33     | 21    | 23    | 23    | 16    | 17    | 15    | 16    | 10    | 17    | 16    | 21    | 24    | 25    | 18    | N/A        | N/A          | 319      |
| Vítěz                                                              | 0     | 0     | 7      | 10    | 15    | 7     | 3     | 11    | 9     | 8     | 3     | 10    | 5     | 3     | 1     | 2     | 0     | N/A        | N/A          | 94       |
| Prohry ve finále                                                   | 0     | 1     | 3      | 5     | 5     | 6     | 8     | 3     | 3     | 4     | 2     | 2     | 1     | 3     | 3     | 2     | 1     | N/A        | N/A          | 52       |
| Semifinalista                                                      | 2     | 3     | 8      | 2     | 0     | 3     | 1     | 1     | 2     | 2     | 2     | 4     | 4     | 6     | 2     | 0     | 1     | N/A        | N/A          | 43       |
| Čtvrtfinalista                                                     | 0     | 4     | 5      | 1     | 2     | 2     | 1     | 0     | 0     | 0     | 1     | 0     | 3     | 0     | 8     | 5     | 4     | N/A        | N/A          | 36       |
| Osmifinalista                                                      | 1     | 5     | 3      | 2     | 1     | 1     | 1     | 2     | 1     | 2     | 1     | 1     | 2     | 5     | 7     | 4     | 7     | N/A        | N/A          | 46       |
| Posledních 32                                                      | 2     | 2     | 7      | 0     | 0     | 4     | 1     | 0     | 0     | 0     | 1     | 0     | 1     | 4     | 2     | 6     | 1     | N/A        | N/A          | 31       |
| Posledních 64                                                      | 1     | 1     | 0      | 0     | 0     | 0     | 1     | 0     | 0     | 0     | 0     | 0     | 0     | 0     | 1     | 3     | 3     | N/A        | N/A          | 10       |
| Posledních 128                                                     | 1     | 1     | 0      | 1     | 0     | 0     | 0     | 0     | 0     | 0     | 0     | 0     | 0     | 0     | 0     | 3     | 1     | N/A        | N/A          | 7        |
| Výhry-Prohry                                                       | 9-9   | 41-21 | 109-28 | 96-14 | 106-9 | 75-16 | 62-16 | 84-7  | 74-6  | 74-7  | 41-8  | 79-7  | 54-12 | 55-18 | 50-24 | 33-23 | 28-18 | N/A        | N/A          | 1070-243 |
| % úspěšnost výher                                                  | 50%   | 66%   | 80%    | 87%   | 92%   | 82%   | 79%   | 92%   | 93%   | 91%   | 84%   | 92%   | 82%   | 75%   | 68%   | 59%   | 61%   | N/A        | N/A          | 81%      |
| Žebříček/konec roku                                                | 74.   | 20.   | 6.     | 2.    | 3.    | 2.    | 3.    | 1.    | 1.    | 1.    | 2.    | 1.    | 3.    | 5.    | 8.    | 19.   | 54.   | N/A        | N/A          | N/A      |

| Legenda | Legenda                                   | Legenda | Legenda                     |
| ------- | ----------------------------------------- | ------- | --------------------------- |
| SR      | poměr vyhraných turnajů ku všem odehraným | W–L V–P | výhry–prohry                |
| NH      | daný rok se turnaj nekonal                | A       | turnaje se hráč nezúčastnil |
| 1Q / LQ | prohra v (kole) kvalifikace               | 1k / 1R | prohra v daném kole turnaje |
| QF / ČF | prohra ve čtvrtfinále                     | SF      | prohra v semifinále         |
| F       | prohra ve finále                          | Vítěz   | vítězství v turnaji         |

ATP Výhry-Prohry = zahrnují WCT turnaje, které byly pořádány mimo Volvo Grand Prix a nezapočítávaly se do ATP světového žebříčku během let 1982-1984, rovněž zahrnují týmové soutěže (Davisův pohár, Světový pohár v Dusseldorfu)

## Finálová utkání na turnajích ATP (146)

### Vítězství – dvouhra (94)
| Turnajová kategorie | Tituly |
| Grand Slam | 8      |
| Turnaj mistrů: Masters Grand Prix (1978-1989), ATP Tour Championships (1990-1995), ATP World Championships (1996-1999), Tennis Masters Cup (2000-2008), ATP World Tour Finals (od roku 2009) | 5      |
| Super vysoká kategorie (od roku 1996): Super Nine (1996-1999), Tennis/ATP Masters Series (2000-současnost)                                                                                   | 0      |
| Vysoká kategorie: Super Series (1978-1989), WCT (1978-1989), Championship Series (1990-1999), International Series 1/Gold (2000-současnost)                                                  | 67     |
| Nízká kategorie: Regular Series (1978-1989), World Series (1990-1999), International Series 2 (2000-současnost)                                                                              | 14     |

| Tituly dle povrchu  |
| Antuka – venku (28) |
| Tráva – venku (2)   |
| Tvrdý – venku (22)  |
| Tvrdý – hala (9)    |
| Koberec – hala (33) |

Poznámka: V období 1982-1984 byly turnaje World Championship Tennis (WCT) hrány mimo systém Grand Prix a nezapočítávány do žebříčku ATP. Kromě těchto tří sezón odděleného bodování WCT a ATP byly další turnaje WCT započítávány do oficiálních statistik hráče.
| Č.  | Datum | Turnaj                                      | Povrch    | Rozpočet turnaje | Finalista              | Výsledek                    |
| 1.  | 1980  | Houston , USA (1) (výsledky)                | antuka    | $175,000         | Eddie Dibbs            | 6–1, 6–3                    |
| 2.  | 1980  | Toronto, Canada(1)                          | tvrdý     | $175,000         | Björn Borg             | 4–6, 5–4, ret.              |
| 3.  | 1980  | Barcelona, Španělsko (1)                    | antuka    | $175,000         | Guillermo Vilas        | 6–4, 5–7, 6–4, 4–6, 6–1     |
| 4.  | 1980  | Basilej, Švýcarsko (1)                      | tvrdý (h) | $75,000          | Björn Borg             | 6–3, 6–2, 5–7, 0–6, 6–4     |
| 5.  | 1980  | Tokio Outdoor, Japonsko                     | antuka    | $125,000         | Eliot Teltscher        | 3–6, 6–4, 6–0               |
| 6.  | 1980  | Hong Kong                                   | tvrdý     | $75,000          | Brian Teacher          | 5–7, 7–6, 6–3               |
| 7.  | 1980  | Tchaj-pej, Tchaj-wan                        | koberec   | $75,000          | Brian Teacher          | 6–7, 6–3, 6–3, 7–6          |
| 8.  | 1981  | Stuttgart Indoor, Německo                   | tvrdý (h) | $75,000          | Chris Lewis            | 6–3, 6–0, 6–7, 6–3          |
| 9.  | 1981  | Las Vegas, USA                              | tvrdý     | $300,000         | Harold Solomon         | 6–4, 6–2                    |
| 10. | 1981  | Montreal, Kanada (2)                        | tvrdý     | $200,000         | Eliot Teltscher        | 6–3, 6–2                    |
| 11. | 1981  | Madrid, Španělsko                           | antuka    | $75,000          | Pablo Arraya           | 6–3, 6–2, 6–2               |
| 12. | 1981  | Barcelona, Španělsko (2)                    | antuka    | $175,000         | Guillermo Vilas        | 6–0, 6–3, 6–0               |
| 13. | 1981  | Basel, Švýcarsko (2)                        | tvrdý (h) | $75,000          | José Luis Clerc        | 6–2, 6–3, 6–0               |
| 14. | 1981  | Vídeň, Rakousko                             | tvrdý (h) | $125,000         | Brian Gottfried        | 1–6, 6–0, 6–1, 6–2          |
| 15. | 1981  | Kolín, Německo                              | tvrdý (h) | $75,000          | Sandy Mayer            | 6–3, 6–3                    |
| 16. | 1981  | Buenos Aires, Argentina                     | antuka    | $175,000         | Guillermo Vilas        | 6–2, 6–2                    |
| 17. | 1981  | Volvo Masters, New York (1)                 | koberec   | $400,000         | Vitas Gerulaitis       | 6–7, 2–6, 7–6, 6–2, 6–4     |
| 18. | 1982  | Delray Beach WCT, USA                       | antuka    | $300,000         | Peter McNamara         | 6–4, 4–6, 6–4, 7–5          |
| 19. | 1982  | Genova WCT, Itálie                          | koberec   | $300,000         | Vitas Gerulaitis       | 6–7, 6–4, 6–4, 6–3          |
| 20. | 1982  | Mnichov-2 WCT, Německo                      | koberec   | $300,000         | Tomáš Šmíd             | 3–6, 6–3, 6–1, 6–2          |
| 21. | 1982  | Štrasburk WCT, Francie                      | koberec   | $300,000         | Tim Mayotte            | 6–0, 7–5, 6–1               |
| 22. | 1982  | Frankfurt, Německo                          | koberec   | $250,000         | Peter McNamara         | 6–2, 6–2                    |
| 23. | 1982  | Houston WCT, UAS (2)                        | antuka    | $300,000         | José Luis Clerc        | 3–6, 7–6, 6–0, 1–4, retired |
| 24. | 1982  | Dallas WCT Finals, U.S. (1)                 | koberec   | $300,000         | John McEnroe           | 6–2, 3–6, 6–3, 6–3          |
| 25. | 1982  | Forest Hills WCT, USA (1)                   | antuka    | $300,000         | Eddie Dibbs            | 6–1, 6–1                    |
| 26. | 1982  | Washington D.C., USA (1)                    | antuka    | $200,000         | Jimmy Arias            | 6–3, 6–3                    |
| 27. | 1982  | North Conway, USA (1)                       | antuka    | $200,000         | José Higueras          | 6–3, 6–2                    |
| 28. | 1982  | Cincinnati, USA                             | tvrdý     | $300,000         | Steve Denton           | 6–2, 7–6                    |
| 29. | 1982  | Los Angeles-2 WCT, USA                      | koberec   | $300,000         | Kevin Curren           | 7–6, 7–5, 6–1               |
| 30. | 1982  | Neapol WCT Finals, Itálie                   | koberec   | $250,000         | Wojtek Fibak           | 6–4, 6–2, 6–1               |
| 31. | 1982  | Hartford WCT, USA                           | koberec   | $300,000         | Bill Scanlon           | 6–2, 6–4, 7–5               |
| 32. | 1982  | Volvo Masters, New York (2)                 | koberec   | $400,000         | John McEnroe           | 6–4, 6–4, 6–2               |
| 33. | 1983  | Detroit WCT, USA                            | koberec   | $250,000         | Guillermo Vilas        | 7–5, 6–2, 2–6, 6–4          |
| 34. | 1983  | Milán, Itálie (1)                           | koberec   | $350,000         | Kevin Curren           | 5–7, 6–3, 7–6               |
| 35. | 1983  | Houston WCT, USA (3)                        | antuka    | $300,000         | Paul McNamee           | 6–2, 6–0, 6–3               |
| 36. | 1983  | Hilton Head WCT, USA                        | antuka    | $250,000         | Guillermo Vilas        | 6–2, 6–1, 6–0               |
| 37. | 1983  | Montreal, Kanada (3)                        | tvrdý     | $300,000         | Anders Järryd          | 6–2, 6–2                    |
| 38. | 1983  | San Francisco, USA                          | koberec   | $200,000         | John McEnroe           | 3–6, 7–6, 6–4               |
| 39. | 1983  | Tokyo Indoor, Japonsko (1)                  | koberec   | $300,000         | Scott Davis            | 3–6, 6–3, 6–4               |
| 40. | 1984  | Luxembourg                                  | Carpet    | $200,000         | Tomáš Šmíd             | 6–4, 6–4                    |
| 41. | 1984  | French Open, Paris (1)                      | Clay      | $875,000         | John McEnroe           | 3–6, 2–6, 6–4, 7–5, 7–5     |
| 42. | 1984  | Wembley, United Kingdom (1)                 | Carpet    | $250,000         | Andrés Gómez           | 7–6, 6–2, 6–1               |
| 43. | 1985  | Ft. Myers, USA (1)                          | tvrdý     | $250,000         | Jimmy Connors          | 6–3, 6–2                    |
| 44. | 1985  | Monte Carlo, Monako (1)                     | antuka    | $405,000         | Mats Wilander          | 6–1, 6–3, 4–6, 6–4          |
| 45. | 1985  | Dallas WCT Finals, UAS (2)                  | koberec   | $500,000         | Tim Mayotte            | 7–6, 6–4, 6–1               |
| 46. | 1985  | Forest Hills, USA (2)                       | antuka    | $500,000         | John McEnroe           | 6–3, 6–3                    |
| 47. | 1985  | Indianapolis, USA                           | antuka    | $300,000         | Andrés Gómez           | 6–1, 6–3                    |
| 48. | 1985  | US Open, New York (1)                       | tvrdý     | $1,250,000       | John McEnroe           | 7–6, 6–3, 6–4               |
| 49. | 1985  | Stuttgart Outdoor, Německo                  | antuka    | $100,000         | Brad Gilbert           | 6–4, 6–0                    |
| 50. | 1985  | Sydney Indoor, Austrálie (1)                | tvrdý (h) | $225,000         | Henri Leconte          | 6–4, 6–4, 7–6               |
| 51. | 1985  | Tokio Indoor, Japonsko (2)                  | koberec   | $300,000         | Mats Wilander          | 6–0, 6–4                    |
| 52. | 1985  | Wembley, Spojené království (2)             | koberec   | $300,000         | Boris Becker           | 6–7, 6–3, 4–6, 6–4, 6–4     |
| 53. | 1985  | Nabisco Masters, New York (3)               | koberec   | $500,000         | Boris Becker           | 6–2, 7–6, 6–3               |
| 54. | 1986  | Philadelphia, USA (1)                       | koberec   | $375,000         | Tim Mayotte            | bez boje                    |
| 55. | 1986  | Boca West, USA (1)                          | tvrdý     | $750,000         | Mats Wilander          | 3–6, 6–1, 7–6, 6–4          |
| 56. | 1986  | Milan, Itálie (2)                           | koberec   | $300,000         | Joakim Nyström         | 6–2, 6–2, 6–4               |
| 57. | 1986  | Ft. Myers, USA (2)                          | tvrdý     | $250,000         | Jimmy Connors          | 6–2, 6–0                    |
| 58. | 1986  | Řím, Itálie (1)                             | antuka    | $350,000         | Emilio Sánchez         | 7–5, 4–6, 6–1, 6–1          |
| 59. | 1986  | French Open, Paříž (2)                      | antuka    | $1,125,000       | Mikael Pernfors        | 6–3, 6–2, 6–4               |
| 60. | 1986  | Stratton Mountain, USA (2)                  | tvrdý     | $250,000         | Boris Becker           | 6–4, 7–6                    |
| 61. | 1986  | US Open, New York (2)                       | tvrdý     | $1,400,000       | Miloslav Mečíř         | 6–4, 6–2, 6–0               |
| 62. | 1986  | Nabisco Masters, New York (4)               | koberec   | $500,000         | Boris Becker           | 6–4, 6–4, 6–4               |
| 63. | 1987  | Hamburg, Německo (1)                        | antuka    | $300,000         | Miloslav Mečíř         | 6–1, 6–3, 6–3               |
| 64. | 1987  | French Open, Paříž (3)                      | antuka    | $1,325,000       | Mats Wilander          | 7–5, 6–2, 3–6, 7–6          |
| 65. | 1987  | Washington D.C., USA (2)                    | tvrdý     | $232,000         | Brad Gilbert           | 6–1, 6–0                    |
| 66. | 1987  | Montreal, Kanada (4)                        | tvrdý     | $300,000         | Stefan Edberg          | 6–4, 7–6                    |
| 67. | 1987  | US Open, New York (3)                       | tvrdý     | $1,670,000       | Mats Wilander          | 6–7, 6–0, 7–6, 6–4          |
| 68. | 1987  | Sydney Indoor, Austrálie (2)                | tvrdý (h) | $275,000         | Pat Cash               | 6–4, 6–2, 6–4               |
| 69. | 1987  | Wembley, Spojené království (3)             | koberec   | $375,000         | Anders Järryd          | 6–3, 6–2, 7–5               |
| 70. | 1987  | Nabisco Masters, New York (5)               | koberec   | $500,000         | Mats Wilander          | 6–2, 6–2, 6–3               |
| 71. | 1988  | Monte Carlo, Monako (2)                     | antuka    | $492,500         | Martín Jaite           | 5–7, 6–4, 7–5, 6–3          |
| 72. | 1988  | Rome, Itálie (2)                            | antuka    | $595,000         | Guillermo Pérez-Roldán | 2–6, 6–4, 6–2, 4–6, 6–4     |
| 73. | 1988  | Toronto, Kanada (5)                         | tvrdý     | $410,000         | Kevin Curren           | 7–6, 6–2                    |
| 74. | 1989  | Australian Open, Melbourne (1)              | tvrdý     | $933,000         | Miloslav Mečíř         | 6–2, 6–2, 6–2               |
| 75. | 1989  | Scottsdale, USA                             | tvrdý     | $297,500         | Stefan Edberg          | 6–2, 6–3                    |
| 76. | 1989  | Miami, USA (2)                              | tvrdý     | $745,000         | Thomas Muster          | walkover                    |
| 77. | 1989  | Forest Hills, USA (3)                       | antuka    | $485,000         | Jaime Yzaga            | 6–2, 6–1                    |
| 78. | 1989  | Hamburg, Německo (2)                        | antuka    | $500,000         | Horst Skoff            | 6–4, 6–1, 6–3               |
| 79. | 1989  | London/Queen's Club, Spojené království (1) | tráva     | $350,000         | Christo Van Rensburg   | 4–6, 6–3, 6–4               |
| 80. | 1989  | Montreal, Kanada (6)                        | tvrdý     | $550,000         | John McEnroe           | 6–1, 6–3                    |
| 81. | 1989  | Bordeaux, Francie                           | antuka    | $225,000         | Emilio Sánchez         | 6–2, 6–2                    |
| 82. | 1989  | Sydney Indoor, Austrálie (3)                | tvrdý (h) | $375,000         | Lars-Anders Wahlgren   | 6–2, 6–2, 6–1               |
| 83. | 1989  | Stockholm, Švédsko                          | koberec   | $832,500         | Magnus Gustafsson      | 7–5, 6–0, 6–3               |
| 84. | 1990  | Australian Open, Melbourne (2)              | tvrdý     | $1,462,000       | Stefan Edberg          | 4–6, 7–6, 5–2, retired      |
| 85. | 1990  | Milán, Itálie (3)                           | koberec   | $540,000         | Tim Mayotte            | 6–3, 6–2                    |
| 86. | 1990  | Toronto Indoor, Kanada                      | koberec   | $1,005,000       | Tim Mayotte            | 6–3, 6–0                    |
| 87. | 1990  | London/Queen's Club, Spojené království (2) | tráva     | $450,000         | Boris Becker           | 6–3, 6–2                    |
| 88. | 1990  | Tokyo Indoor, Japonsko (3)                  | koberec   | $750,000         | Boris Becker           | 4–6, 6–3, 7–6               |
| 89. | 1991  | Philadelphia, USA (2)                       | koberec   | $825,000         | Pete Sampras           | 5–7, 6–4, 6–4, 3–6, 6–3     |
| 90. | 1991  | Memphis, USA                                | tvrdý (h) | $600,000         | Michael Stich          | 7–5, 6–3                    |
| 91. | 1991  | Long Island, USA                            | tvrdý     | $225,000         | Stefan Edberg          | 6–3, 6–2                    |
| 92. | 1992  | Tokyo Indoor, Japonsko (4)                  | koberec   | $825,000         | Henrik Holm            | 7–6, 6–4                    |
| 93. | 1993  | Mnichov, Německo                            | antuka    | $275,000         | Michael Stich          | 7–6, 6–3                    |
| 94. | 1993  | Tokyo Indoor, Japonsko (5)                  | koberec   | $875,000         | Todd Martin            | 6–4, 6–4                    |

### Poražený finalista – dvouhra (52)
- * – chybně neuvedno na stránkách ATP, finálový zápas nebyl dohrán a oba hráči byli hodnoceni jako finalisté.

| Č.  | Datum | Turnaj                     | Povrch    | Rozpočet   | Vítěz               | Výsledek                                |
| 1.  | 1979  | Brussels, Belgie           | antuka    | $50,000    | Balázs Taróczy      | 6–1, 1–6, 6–3                           |
| 2.  | 1980  | Washington-2, USA          | koberec   | $125,000   | Victor Amaya        | 6–7, 6–4, 7–4                           |
| 3.  | 1980  | Kitzbühel, Rakousko        | antuka    | $75,000    | Guillermo Vilas     | 6–3, 6–2, 6–2                           |
| 4.  | 1980  | Volvo Masters, New York    | koberec   |            | Björn Borg          | 6–4, 6–2, 6–2                           |
| 5.  | 1981  | Richmond WCT, U.S.         | koberec   | $175,000   | Yannick Noah        | 6–1, 3–1, ret.                          |
| 6.  | 1981  | La Quinta, USA             | tvrdý     | $175,000   | Jimmy Connors       | 6–3, 7–6                                |
| 7.  | 1981  | French Open, Paříž         | antuka    | $450,000   | Björn Borg          | 6–1, 4–6, 6–2, 3–6, 6–1                 |
| 8.  | 1981  | Stuttgart Outdoor, Německo | antuka    | $75,000    | Björn Borg          | 1–6, 7–6, 6–2, 6–4                      |
| 9.  | 1981  | Indianapolis, USA          | antuka    | $175,000   | José Luis Clerc     | 4–6, 6–4, 6–2                           |
| 10. | 1982  | La Quinta, USA             | tvrdý     | $200,000   | Yannick Noah        | 6–3, 2–6, 7–5                           |
| 11. | 1982  | Monte Carlo, Monako        | antuka    | $300,000   | Guillermo Vilas     | 6–1, 7–6, 6–3                           |
| 12. | 1982  | Madrid, Španělsko          | antuka    | $200,000   | Guillermo Vilas     | 6–7, 4–6, 6–0, 6–3, 6–3                 |
| 13. | 1982  | Toronto, Kanada            | tvrdý     | $300,000   | Vitas Gerulaitis    | 4–6, 6–1, 6–3                           |
| 14. | 1982  | US Open, New York          | tvrdý     | $600,000   | Jimmy Connors       | 6–3, 6–2, 4–6, 6–4                      |
| 15. | 1983  | Philadelphia, USA          | tvrdý     | $250,000   | John McEnroe        | 4–6, 7–6, 6–4, 6–3                      |
| 16. | 1983  | Brussels Indoor, Belgie    | koberec   | $250,000   | Peter McNamara      | 6–4, 4–6, 7–6                           |
| 17. | 1983  | Dallas WCT Finals, USA     | koberec   | $300,000   | John McEnroe        | 6–2, 4–6, 6–3, 6–7, 7–6                 |
| 18. | 1983  | US Open, New York          | tvrdý     | $797,000   | Jimmy Connors       | 6–3, 6–7, 7–5, 6–0                      |
| 19. | 1983  | Australian Open, Melbourne | tráva     | $500,000   | Mats Wilander       | 6–1, 6–4, 6–4                           |
| 20. | 1983  | Volvo Masters, New York    | koberec   |            | John McEnroe        | 6–3, 6–4, 6–4                           |
| 21. | 1984  | Philadelphia, USA          | koberec   | $300,000   | John McEnroe        | 6–3, 3–6, 6–3, 7–6                      |
| 22. | 1984  | Brussels Indoor, Belgie    | koberec   | $250,000   | John McEnroe        | 6–1, 6–3                                |
| 23. | 1984  | *Rotterdam, Nizozemsko     | koberec   | $250,000   | Jimmy Connors       | 0–6, 0–1 zápas ukončen (bombová hrozba) |
| 24. | 1984  | Forest Hills WCT, USA      | antuka    | 300,000    | John McEnroe        | 6–4, 6–2                                |
| 25. | 1984  | US Open, New York          | antuka    | $1,066,676 | John McEnroe        | 6–4, 4–6, 7–5, 4–6, 6–3                 |
| 26. | 1984  | Sydney Indoor, Austrálie   | tvrdý (h) | $225,000   | Anders Järryd       | 6–3, 6–2, 6–4                           |
| 27. | 1984  | Tokyo Indoor, Japonsko     | koberec   | $300,000   | Jimmy Connors       | 6–4, 3–6, 6–0                           |
| 28. | 1984  | Volvo Masters, New York    | koberec   |            | John McEnroe        | 7–5, 6–0, 6–4                           |
| 29. | 1985  | French Open, Paříž         | antuka    | $975,000   | Mats Wilander       | 3–6, 6–4, 6–2, 6–2                      |
| 30. | 1985  | Stratton Mountain, USA     | tvrdý     | $250,000   | John McEnroe        | 7–6, 6–2                                |
| 31. | 1985  | Montreal, Kanada           | tvrdý     | $300,000   | John McEnroe        | 7–5, 6–3                                |
| 32. | 1986  | Chicago, USA               | koberec   | $250,000   | Boris Becker        | 7–6, 6–3                                |
| 33. | 1986  | Wimbledon, Londýn          | tráva     | $1,306,690 | Boris Becker        | 6–4, 6–3, 7–5                           |
| 34. | 1986  | Sydney Indoor, Austrálie   | tvrdý (h) | $275,000   | Boris Becker        | 3–6, 7–6, 6–2, 6–0                      |
| 35. | 1987  | Miami, USA                 | tvrdý     | $750,000   | Miloslav Mečíř      | 7–5, 6–2, 7–5                           |
| 36. | 1987  | Wimbledon, Londýn          | tráva     | $1,467,542 | Pat Cash            | 7–6, 6–2, 7–5                           |
| 37. | 1987  | *Stratton Mountain, USA    | tvrdý     | $250,000   | John McEnroe        | 7–6 1–4 zápas ukončen (počasí)          |
| 38. | 1987  | Tokyo Indoor, Japonsko     | koberec   | $300,000   | Stefan Edberg       | 6–7, 6–4, 6–4                           |
| 39. | 1988  | US Open, New York          | tvrdý     | $1,683,333 | Mats Wilander       | 6–4, 3–6, 6–3, 5–7, 6–4                 |
| 40. | 1988  | Nabisco Masters, New York  | koberec   |            | Boris Becker        | 5–7, 7–6, 3–6, 6–2, 7–6                 |
| 41. | 1989  | Tokio Outdoor, Japonsko    | tvrdý     | $425,000   | Stefan Edberg       | 6–3, 2–6, 6–4                           |
| 42. | 1989  | US Open, New York          | tvrdý     | $2,000,000 | Boris Becker        | 7–6, 1–6, 6–3, 7–6                      |
| 43. | 1990  | Stuttgart Indoor, Německo  | koberec   | $825,000   | Boris Becker        | 6–2, 6–2                                |
| 44. | 1991  | Australian Open, Melbourne | koberec   | $2,023,760 | Boris Becker        | 1–6, 6–4, 6–4, 6–4                      |
| 45. | 1991  | Rotterdam, Nizozemsko      | koberec   | $450,000   | Omar Camporese      | 3–6, 7–6, 7–6                           |
| 46. | 1991  | Tokio Outdoor, Japonsko    | tvrdý     | $825,000   | Stefan Edberg       | 6–1, 7–5, 6–0                           |
| 47. | 1992  | Toronto, Kanada            | tvrdý     | $930,000   | Andre Agassi        | 3–6, 6–2, 6–0                           |
| 48. | 1992  | Cincinnati, USA            | tvrdý     | $1,125,000 | Pete Sampras        | 6–3, 3–6, 6–3                           |
| 49. | 1992  | Long Island, USA           | tvrdý     | $235,000   | Petr Korda          | 6–2, 6–2                                |
| 50. | 1993  | Philadelphia, USA          | koberec   | $575,000   | Mark Woodforde      | 5–4, ret.                               |
| 51. | 1993  | Nice, Francie              | antuka    | $275,000   | Marc-Kevin Goellner | 1–6, 6–4, 6–2                           |
| 52. | 1994  | Sydney Outdoor, Austrálie  | tvrdý     | $288,750   | Pete Sampras        | 7–6, 6–4                                |

## Další (mimo ATP, exhibice a další turnaje) finálová utkání - dvouhra (59)
Toto je seznam finálových zápasů, které nejsou započítány do statistik ATP.

### Další vítězství ve dvouhře - na turnaji alespoň 8 hráčů (37)
| Rok  | Datum        | Turnaj                                               | Povrch           | Finalista          | Výsledek            | Cena pro vítěze |
| ---- | ------------ | ---------------------------------------------------- | ---------------- | ------------------ | ------------------- | --------------- |
| 1980 | 10.-14.9.    | Sao Paulo                                            | antuka           | Gene Mayer         | 6–3 7–5             |                 |
| 1980 | 25.-27.2.    | Janov – Bitti Bergamo Memorial                       | koberec          | Johan Kriek        | 6–2 6–2             |                 |
| 1981 | 26.-30.8.    | White Plains – AMF Head Cup                          | tvrdý            | Ilie Năstase       | bez boje            | $50,000         |
| 1981 | 23.-29.11.   | Milán – Master Brooklyn                              | koberec          | John McEnroe       | 6–4 2–6 6–4         | $85,000         |
| 1982 | 4.–7.2.      | Toronto – Molson Light Challenge                     | koberec          | John McEnroe       | 7–5 3–6 7–6 7–5     |                 |
| 1982 | 19.-24.10.   | Melbourne – Mazda Super Challenge                    | koberec          | Vitas Gerulaitis   | 6–2 6–2 7–5         | $100,000        |
| 1982 | 30.11.-5.12. | Antverpy – European Champions' Championship          | koberec          | John McEnroe       | 3–6 7–6 6–3 6–3     |                 |
| 1983 | 10.-16.1.    | Rosemont – Lite Challenge of Champions               | koberec          | Jimmy Connors      | 4–6 6–4 7–5 6–4     | $100,000        |
| 1984 | 30.1.-5.2.   | Toronto – Molson Light Challenge                     | koberec          | Yannick Noah       | 6–0 6–2 6–4         | $100,000        |
| 1984 | 20.-26.8.    | Jericho – Hamlet Challenge Cup                       | tvrdý            | Andrés Gómez       | 6–2 6–4             |                 |
| 1984 | 12.-18.11.   | Antverpy – European Champions' Championship          | koberec          | Anders Järryd      | 6–2 6–1 6–2         |                 |
| 1985 | 19.-25.8.    | Jericho – Executone Hamlet Challenge Cup             | tvrdý            | Jimmy Connors      | 6–1 6–3             |                 |
| 1985 | 28.10.-3.11. | Antverpy – European Champions' Championship          | koberec          | John McEnroe       | 1–6 7–6 6–2 6–2     | $200,000*       |
| 1986 | 6.-12.1.     | Atlanta – AT&T Challenge of Champions                | koberec          | Jimmy Connors      | 6–2 6–3             | $150,000        |
| 1986 | 28.4.-4.5.   | Ede                                                  | antuka           | Stefan Edberg      | 7–6 6–3             |                 |
| 1986 | 19.-24.9.    | Jericho – Norstar Bank Hamlet Challenge Cup          | tvrdý            | John McEnroe       | 6–2 6–4             |                 |
| 1987 | 7.-10.5.     | Ede                                                  | antuka           | Paolo Canè         | 7–6 6–3             |                 |
| 1987 | 22.-26.7.    | Stowe – Head Classic                                 | tvrdý            | Jimmy Arias        | 6–3 6–3             |                 |
| 1987 | 27.10.-1.11. | Antverpy – European Community Championship           | koberec          | Miloslav Mečíř     | 5–7 6–1 6–4 6–3     | $250,000        |
| 1988 | 7.-10.1.     | Gold Coast                                           | tvrdý            | Wally Masur        | 6–7 7–6 6–4         |                 |
| 1988 | 28.4.-1.5.   | Atlanta – AT&T Challenge of Champions                | antuka (Har-Tru) | Stefan Edberg      | 2–6 6–1 6–3         | $150,000        |
| 1989 | 28.12.-1.1.  | Newcastle                                            | tvrdý            | Carl-Uwe Steeb     | 6–3 7–6             |                 |
| 1989 | 6.-12.2.     | Chicago – Volvo Tennis                               | koberec          | Brad Gilbert       | 6–2 7–6             |                 |
| 1989 | 21.-27.8.    | Jericho – Norstar Bank Hamlet Challenge Cup          | tvrdý            | Mikael Pernfors    | 4–6 6–2 6–4         |                 |
| 1989 | 2.–7.10.     | Stuttgart – Eurocard Classic                         | koberec          | Miloslav Mečíř     | 6–3 4–6 4–6 6–1 6–4 |                 |
| 1989 | 19.-22.10.   | Essen                                                | koberec          | Miloslav Mečíř     | 6–4 6–2             |                 |
| 1989 | 23.-29.10.   | Antverpy – European Community Championship           | koberec          | Miloslav Mečíř     | 6–2 6–2 1–6 6–4     | $250,000        |
| 1990 | 4.-10.6.     | Beckenham                                            | tráva            | Darren Cahill      | 6–3 7–5             |                 |
| 1990 | 20.-26.8.    | Forest Hills, New York – WCT Tournament of Champions | tvrdý            | Aaron Krickstein   | 6–4 6–7 6–3         | $100,000        |
| 1990 | 17.-21.10.   | Hong Kong – Marlboro Championships                   | koberec          | Michael Chang      | 1–6 6–2 6–1 6–2     | $200,000        |
| 1991 | 2.–6.1.      | Salamander Bay                                       | tvrdý            | Carl-Uwe Steeb     | 6–4 6–2             |                 |
| 1991 | 3.–9.1.      | Beckenham                                            | tráva            | Pat Cash           | 3–6 7–6 7–6         |                 |
| 1991 | 16.-20.10.   | Hong Kong – Marlboro Championships                   | koberec          | David Wheaton      | 6–3 7–5 6–1         | $200,000        |
| 1992 | 27.7.-2.8.   | Boston – U.S. Pro Championships                      | tvrdý            | Richey Reneberg    | 6–3 6–3             |                 |
| 1992 | 19.-25.10.   | Hong Kong – Marlboro Championships                   | koberec          | Michael Chang      | 6–3 4–6 6–4 6–4     | $200,000        |
| 1993 | 13.-18.7.    | Boston – U.S. Pro Championships                      | tvrdý            | Todd Martin        | 5–7 6–3 7–6         |                 |
| 1994 | 12.-17.7.    | Boston – U.S. Pro Championships                      | tvrdý            | Malivai Washington | 7–5 7–6             |                 |

### Další vítězství ve dvouhře - na turnaji méně než 8 hráčů (13)
Toto je seznam exhibičních turnajů (obvykle 4 hráči na turnaji).
| Rok  | Datum      | Turnaj                                                      | Povrch  | Finalista        | Výsledek               | Cena pro vítěze |
| ---- | ---------- | ----------------------------------------------------------- | ------- | ---------------- | ---------------------- | --------------- |
| 1981 | 4.–5.11.   | Kalkata                                                     | tvrdý   | John Alexander   | 6–4 6–2                |                 |
| 1981 | 7.–8.11.   | Jakarta                                                     | tvrdý   | Wojciech Fibak   | 6–1 7–6 9–7            |                 |
| 1984 | únor       | San Juan Governor's Cup (Portoriko)                         | ?       | Gene Mayer       | 6–3 6–2                |                 |
| 1984 | 7.–8.4.    | Tokio – Suntory Cup                                         | koberec | John McEnroe     | 6–4 3–6 6–2            | $110,000        |
| 1985 | 20.-21.4.  | Tokio – Suntory Cup                                         | koberec | John McEnroe     | 6–4 6–2                | $110,000        |
| 1985 | 8.–9.10.   | East Rutherford – Tennis Members Only Meadowlands Challenge | tvrdý   | John McEnroe     | 7–5 6–3                |                 |
| 1987 | 5.–6.5.    | Barcelona                                                   | tvrdý   | John McEnroe     | 6–2 3–6 6–2            |                 |
| 1987 | 25.-29.11. | West Palm Beach – The Stakes Matches                        | tvrdý   | Pat Cash         | 11-21 21-18 21-7 22-20 | $583,200        |
| 1989 | 27.-28.5.  | Marseille                                                   | antuka  | Andre Agassi     | 6–3 6–3                |                 |
| 1989 | 24.-25.10. | Boloňa                                                      | koberec | John McEnroe     | 6–4 7–5                |                 |
| 1990 | 10.-11.11. | Řím                                                         | koberec | Stefan Edberg    | 5–7 7–6 7–6            |                 |
| 1990 | 3.–5.12.   | Bolzano – 6 hráčů                                           | koberec | Goran Ivanišević | 6–2 7–6                |                 |
| 1990 | 8.–9.12.   | Curych                                                      | koberec | Pete Sampras     | 3–6 7–6 6–4            |                 |

### Další finálové účasti - na turnaji alespoň 8 hráčů (3)
| Rok  | Datum      | Turnaj                                                     | Povrch  | Vítěz         | Výsledek    |
| ---- | ---------- | ---------------------------------------------------------- | ------- | ------------- | ----------- |
| 1983 | 13.-20.12. | North Miami Beach – $305,000 Nastase-Hamptons Invitational | tvrdý   | Jimmy Connors | 3–6 6–7 1–6 |
| 1984 | 22.-25.11. | Canberra – Rio Tennis Challenge                            | koberec | Mats Wilander | 5–7 6–7     |
| 1994 | 20.-22.5.  | Rouen                                                      | antuka  | Jacco Eltingh | 2–6 7–5 2–6 |

### Další finálové účasti - na turnaji méně než 8 hráčů (6)
| Rok  | Datum     | Turnaj                                | Povrch  | Vítěz         | Výsledek    | Cena pro finalistu |
| ---- | --------- | ------------------------------------- | ------- | ------------- | ----------- | ------------------ |
| 1981 | 7.–8.4.   | Řím                                   | koberec | John McEnroe  | 6–7 4–6     |                    |
| 1982 | 5.–7.11.  | Sydney – Akai Gold Challenge Matches  | koberec | Björn Borg    | 1–6 4–6 2–6 | $100,000           |
| 1983 | 8.-10.7.  | Sun City – Round Robin Bophuthatswana | tvrdý   | Jimmy Connors | 5–7 6–7     | $300,000           |
| 1985 | 15.-16.4. | Inglewood – Michelin Challenge        | koberec | John McEnroe  | 4–6 6–7     |                    |
| 1988 | 9.-11.12. | Inglewood – Michelin Challenge        | koberec | John McEnroe  | 5–7 2–6     | $60,000            |
| 1989 | Jul 28-30 | Jokohama – ANA Cup                    | tvrdý   | Andre Agassi  | 6–7 4–6     | $140,000           |

## Finálová utkání ATP – čtyřhra (16)

### Vítězství – čtyřhra (6)
- 1979 (1): Berlin (CL) / (spoluhráč: Kirmayr)
- 1980 (1): Barcelona (CL) / (spoluhráč: Denton)
- 1984 (1): Wembley (IC) / (spoluhráč: Gomez)
- 1985 (1): Stuttgart Outdoor (CL) / (spoluhráč: Šmíd)
- 1986 (1): Fort Myers (H) / (spoluhráč: Gomez)
- 1987 (1): Adelaide (G) / (spoluhráč: Scanlon)

### Poražený finalista - čtyřhra (10)
- 1979 (1): Florencie (CL) / (spoluhráč: Složil)
- 1980 (2): Indianapolis (CL) / (spoluhráč: Fibak), Cincinnati (H) / (spoluhráč: Fibak)
- 1983 (1): San Francisco (IC) / (spoluhráč: Van Patten)
- 1986 (1): Tokio Indoor (IC) / (spoluhráč: Gomez)
- 1988 (1): Monte Carlo (CL) / (spoluhráč: Leconte)
- 1990 (1): Queen's Club (G) / (spoluhráč: Leconte)
- 1991 (1): Sydney Indoor (IH) / (spoluhráč: Edberg)
- 1992 (1): Barcelona (CL) / (spoluhráč: Nováček)
- 1993 (1): Marseille (IC) / (spoluhráč: Van Rensburg)

### Statistika proti nejlepším hráčům
| Výhry | Prohry | % výher | Protihráč     | Reference |
| ----- | ------ | ------- | ------------- | --------- |
| 6     | 2      | 75      | Andre Agassi  | [ 29 ]    |
| 11    | 10     | 52      | Boris Becker  | [ 30 ]    |
| 2     | 5      | 28      | Björn Borg    | [ 31 ]    |
| 5     | 3      | 62      | Pat Cash      | [ 32 ]    |
| 5     | 2      | 71      | Michael Chang | [ 33 ]    |
| 22    | 13     | 63      | Jimmy Connors | [ 34 ]    |
| 4     | 0      | 100     | Jim Courier   | [ 35 ]    |
| 13    | 14     | 48      | Stefan Edberg | [ 36 ]    |
| 21    | 15     | 58      | John McEnroe  | [ 37 ]    |
| 3     | 5      | 38      | Pete Sampras  | [ 38 ]    |
| 15    | 7      | 68      | Mats Wilander | [ 39 ]    |

## Finanční zisky – ATP Prize Money
| Rok  | Žebříček výdělků | Finanční zisky | ITD Celkový zisk |
| ---- | ---------------- | -------------- | ---------------- |
| 1978 | –                | $0             | $0               |
| 1979 | 47.              | $77 401        | $77 401          |
| 1980 | 3.               | $583 906       | $661 307         |
| 1981 | 2.               | $846 037       | $1 507 344       |
| 1982 | 1.               | $2 028 850     | $3 536 194       |
| 1983 | 1.               | $1 747 128     | $5 283 322       |
| 1984 | 2.               | $1 060 196     | $6 343 518       |
| 1985 | 1.               | $1 963 074     | $8 306 592       |
| 1986 | 1.               | $1 987 537     | $10 294 129      |
| 1987 | 1.               | $2 003 656     | $12 297 785      |
| 1988 | 4.               | $983 938       | $13 281 723      |
| 1989 | 1.               | $2 344 367     | $15 626 090      |
| 1990 | 6.               | $1 445 742     | $17 071 832      |
| 1991 | 4.               | $1 888 985     | $18 960 817      |
| 1992 | 11.              | $961 566       | $19 922 383      |
| 1993 | 11.              | $1 075 876     | $20 998 259      |
| 1994 | 71.              | $263 914       | $21 262 173      |